# Вельможино
Вельможино — исчезнувшая деревня Торопецкого района Тверской области. Располагалась на территории Василёвского сельского поселения.

## География
Деревня была расположена примерно в 9 (по автодороге — 13 км) к северо-востоку от районного центра Торопец. Южнее находились деревни Кокорево и Селище.

## История

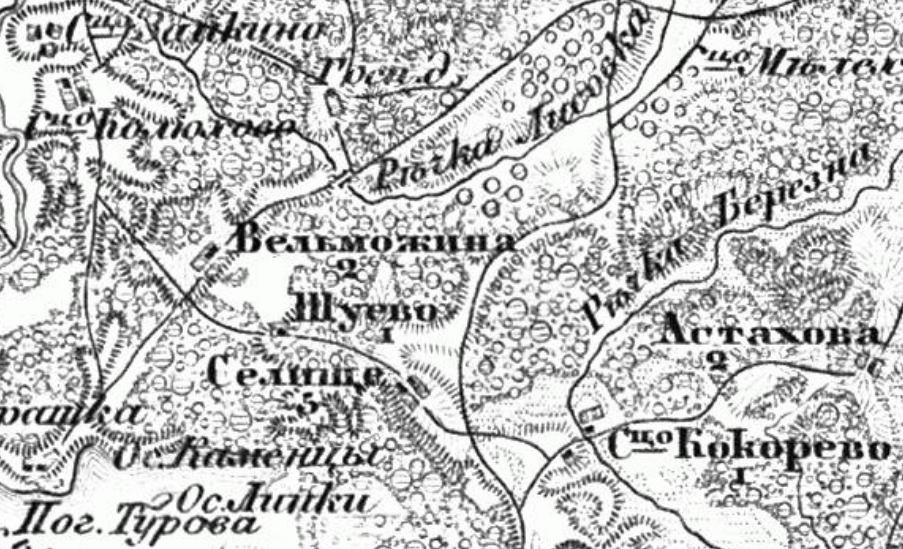
Фрагмент карты 1871 года

На топографической карте Фёдора Шуберта, изданной в 1871 году, обозначена деревня Вельможина. Имела 2 двора.
В списке населённых мест Псковской губернии за 1885 год значится деревня Вельможино (Каменка, Андреевское). Туровская волость Торопецкого уезда. 5 дворов, 29 жителей.
На карте РККА 1923—1941 годов обозначена деревня Вельможино. Имела 3 двора.